# Gland (Aisne)
Pour les articles homonymes, voir Gland.
Gland est une commune française située dans le département de l'Aisne, en région Hauts-de-France.

## Géographie

### Localisation
Gland est un village rural de  Brie champenoise, situé sur la rive droite de la Marne, à 80 km au sud de Laon et 15 km à l'est de Château-Thierry
Le village est traversé par une variante du sentier de grande randonnée de pays GRP du Tour de l'Ormois.
La commune  fait partie de la Aire d'attraction de Château-Thierry ainsi que de la zone d'emploi et du bassin de vie de cette ville.

### Communes limitrophes
Les communes limitrophes sont  Blesmes, Brasles, Fossoy, Mont-Saint-Père et Verdilly.

### Géologie et relief
La superficie de la commune est de 5,65 km2 ; son altitude varie de 62  à   218 mètres.

### Hydrographie

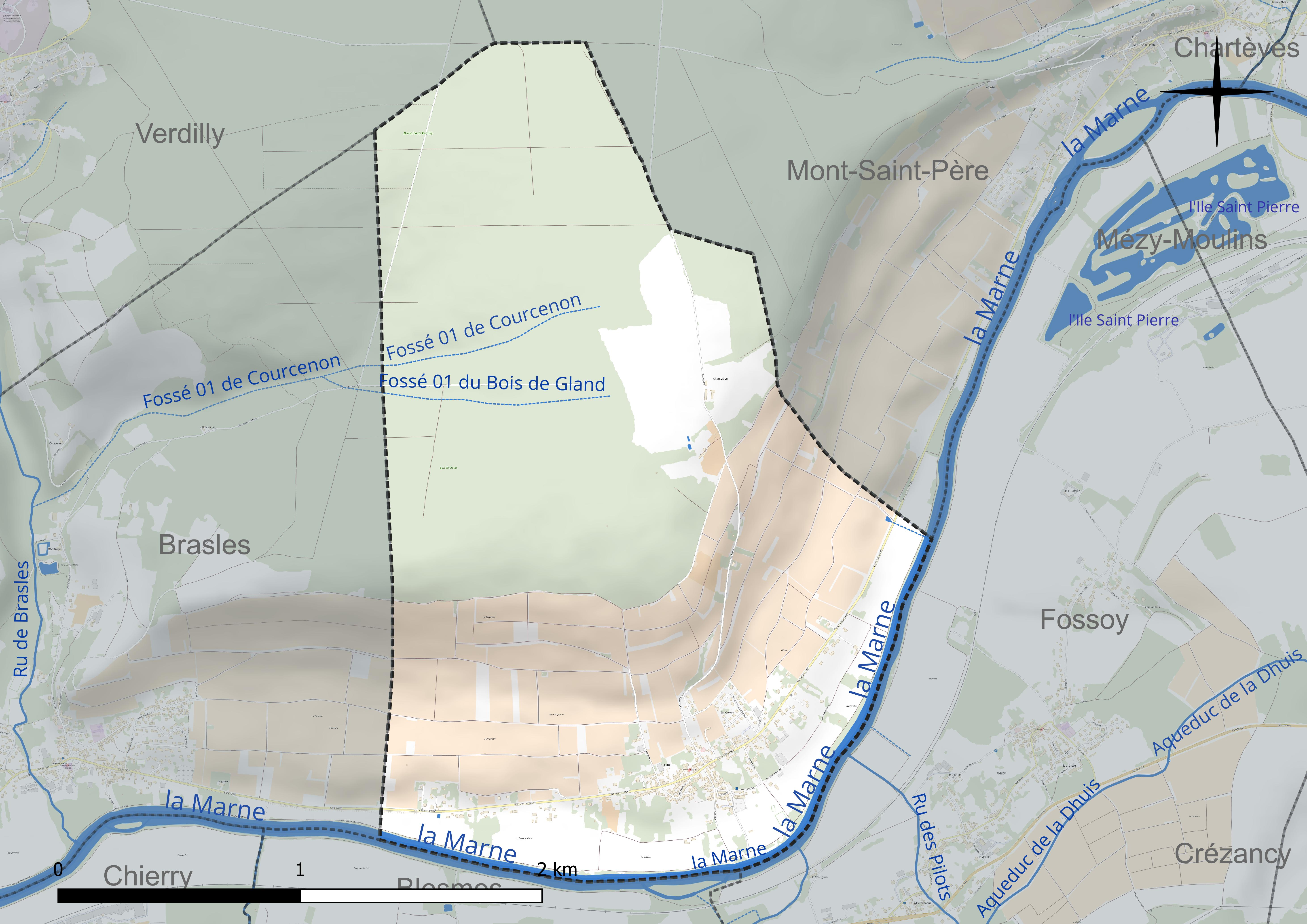
Réseau hydrographique de Gland.

La commune est située dans le bassin Seine-Normandie. Elle est drainée par la Marne, le fossé 01 de Courcenon, le fossé 01 du Bois de Gland, le ru des Pilots et un autre petit cours d'eau,.
La Marne  prend sa source sur le plateau de Langres, dans la commune de Saints-Geosmes (Haute-Marne) et se jette dans la Seine entre Charenton-le-Pont et Alfortville (Val-de-Marne) dans le quartier de Conflans-l'Archevêque. Les caractéristiques hydrologiques de la Marne sont données par la station hydrologique située sur la commune de Château-Thierry. Le débit moyen mensuel est de 223 m3/s. Le débit moyen journalier maximum est de 478 m3/s, atteint lors de la crue du 1er février 2018. Le débit instantané maximal est quant à lui de 484 m3/s, atteint le même jour.

### Climat
Pour des articles plus généraux, voir Climat des Hauts-de-France et Climat de l'Aisne.
En 2010, le climat de la commune est de type climat océanique dégradé des plaines du Centre et du Nord, selon une étude du CNRS s'appuyant sur une série de données couvrant la période 1971-2000. En 2020, Météo-France publie une typologie des climats de la France métropolitaine dans laquelle la commune est exposée à un climat océanique altéré et est dans la région climatique Nord-est du bassin Parisien, caractérisée par un ensoleillement médiocre, une pluviométrie moyenne régulièrement répartie au cours de l'année et un hiver froid (3 °C).
Pour la période 1971-2000, la température annuelle moyenne est de 10,2 °C, avec une amplitude thermique annuelle de 15,1 °C. Le cumul annuel moyen de précipitations est de 747 mm, avec 11,4 jours de précipitations en janvier et 8,2 jours en juillet. Pour la période 1991-2020, la température moyenne annuelle observée sur la station météorologique la plus proche, située sur la commune de Blesmes à 1 km à vol d'oiseau, est de 10,6 °C et le cumul annuel moyen de précipitations est de 713,0 mm,. Pour l'avenir, les paramètres climatiques de la commune estimés pour 2050 selon différents scénarios d'émission de gaz à effet de serre sont consultables sur un site dédié publié par Météo-France en novembre 2022.

## Urbanisme

### Typologie
Au 1er janvier 2024, Gland est catégorisée commune rurale à habitat dispersé, selon la nouvelle grille communale de densité à 7 niveaux définie par l'Insee en 2022.
Elle est située hors unité urbaine. Par ailleurs la commune fait partie de l'aire d'attraction de Château-Thierry, dont elle est une commune de la couronne,. Cette aire, qui regroupe 52 communes, est catégorisée dans les aires de moins de 50 000 habitants,.

### Occupation des sols

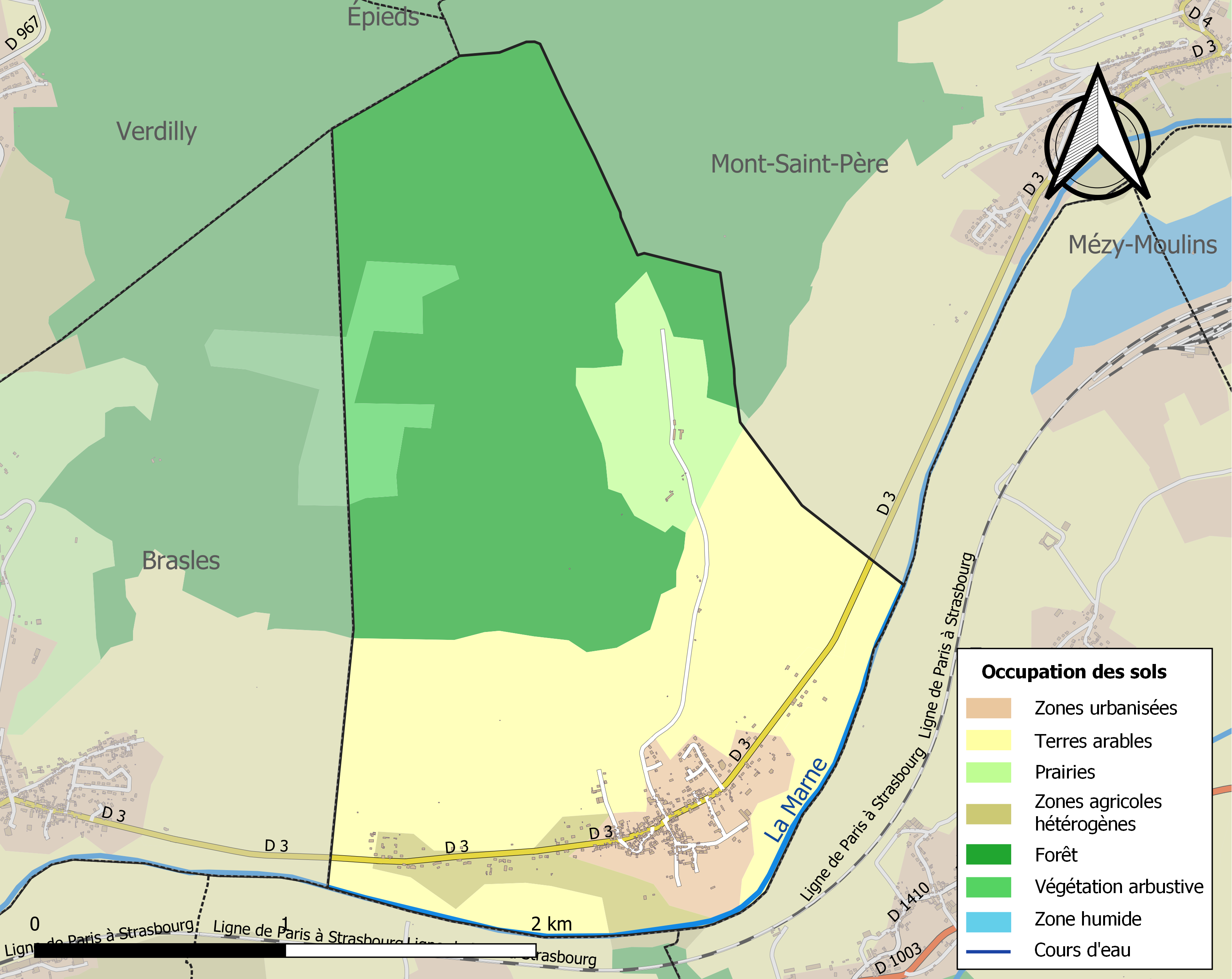
Carte de l'occupation des sols de la commune en 2018 (CLC).

L'occupation des sols de la commune, telle qu'elle ressort de la base de données européenne d'occupation biophysique des sols Corine Land Cover (CLC), est marquée par l'importance des territoires agricoles (47,7 % en 2018), une proportion sensiblement équivalente à celle de 1990 (47,5 %). La répartition détaillée en 2018 est la suivante : 
forêts (42,1 %), cultures permanentes (29,5 %), terres arables (7,3 %), prairies (6,7 %), zones urbanisées (6,5 %), zones agricoles hétérogènes (4,2 %), milieux à végétation arbustive et/ou herbacée (3,8 %).
L'évolution de l'occupation des sols de la commune et de ses infrastructures peut être observée sur les différentes représentations cartographiques du territoire : la carte de Cassini (XVIIIe siècle), la carte d'état-major (1820-1866) et les cartes ou photos aériennes de l'IGN pour la période actuelle (1950 à aujourd'hui).

### Habitat et logement
En 2020, le nombre total de logements dans la commune était de 240, alors qu'il était de 228 en 2015 et de 224 en 2010.
Parmi ces logements, 84,1 % étaient des résidences principales, 6,3 % des résidences secondaires et 9,6 % des logements vacants. Ces logements étaient pour 93,5 % d'entre eux des maisons individuelles et pour 6,1 % des appartements.
Le tableau ci-dessous présente la typologie des logements à Gland en 2020 en comparaison avec celle de l'Aisne et de la France entière. Une caractéristique marquante du parc de logements est ainsi une proportion de résidences secondaires et logements occasionnels (6,3 %) supérieure à celle du département (3,4 %) mais inférieure à celle de la France entière (9,7 %). 
| Typologie                                               | Gland | Aisne | France entière |
| ------------------------------------------------------- | ----- | ----- | -------------- |
| Résidences principales (en %)                           | 84,1  | 86,6  | 82,1           |
| Résidences secondaires et logements occasionnels (en %) | 6,3   | 3,4   | 9,7            |
| Logements vacants (en %)                                | 9,6   | 10,1  | 8,2            |

### Voies de communication et transports
Gland est desservi par la RD 3, une route touristique qui longe la Marne de Château-Thierry à Dormans et Épernay.

## Toponymie
Le nom de la localité est attesté sous les formes In molendinis de Glandis (1218) ; Glans (1573).

## Histoire

### Ancien Régime
Sous l'Ancien Régime, la localité relève de l'intendance de Soissons, des bailliage et élection de Château-Thierry et du diocèse de Soissons.

### Époque contemporaine
En 1814, après la bataille de Montmirail, la commune a été traversée par les troupes alliées et françaises.
En 1870, pendant la guerre franco-allemande, la commune a été traversée par les troupes françaises et allemandes.
À la fin de la Première Guerre mondiale, Gland est un village détruit, et est décoré de la Croix de guerre 1914-1918 le 22 octobre 1920.

## Politique et administration

### Rattachements administratifs et électoraux

#### Rattachements administratifs
La commune se trouve depuis 1942 dans l'arrondissement de Château-Thierry du département de l'Aisne.
Elle faisait partie depuis 1801 du canton de Château-Thierry. Dans le cadre du redécoupage cantonal de 2014 en France, cette circonscription administrative territoriale a disparu, et le canton n'est plus qu'une circonscription électorale.

#### Rattachements électoraux
Pour les élections départementales, la commune fait partie depuis 2014 d'un nouveau canton de Château-Thierry dont la composition est  modifiée.
Pour l'élection des députés, elle fait partie de la cinquième circonscription de l'Aisnedepuis le dernier découpage électoral de 2010.

### Intercommunalité
Gland était membre de la communauté de communes de la Région de Château-Thierry, un établissement public de coopération intercommunale (EPCI) à fiscalité propre créé fin 1995  et auquel la commune avait transféré un certain nombre de ses compétences, dans les conditions déterminées par le code général des collectivités territoriales.
Dans le cadre des dispositions de la loi portant nouvelle organisation territoriale de la République du 7 août 2015, qui prévoit que les établissements publics de coopération intercommunale (EPCI) à fiscalité propre doivent avoir un minimum de 15 000 habitants, cette intercommunalité a fusionné avec ses voisines pour former, le 1er janvier 2017, la communauté d'agglomération de la Région de Château-Thierry, dont est désormais membre la commune.

### Liste des maires
| Période                                  | Période                          | Identité             | Étiquette | Qualité                                         |
| ---------------------------------------- | -------------------------------- | -------------------- | --------- | ----------------------------------------------- |
| Les données manquantes sont à compléter. |                                  |                      |           |                                                 |
|                                          |                                  |                      |           |                                                 |
| 1820                                     |                                  | M. Levacher          |           |                                                 |
|                                          |                                  |                      |           |                                                 |
|                                          | 1874                             | M. Carlier           |           |                                                 |
| 1875                                     |                                  | Amédée Hachette      |           |                                                 |
|                                          |                                  |                      |           |                                                 |
| 1900                                     |                                  | M. Delaistre         |           |                                                 |
| avant 1911                               |                                  | Lucien Allais        |           |                                                 |
|                                          |                                  |                      |           |                                                 |
| mars 2001                                | mars 2008                        | Guy Malette          | .         | .                                               |
| mars 2008                                | mai 2020                         | Gérard Pelamatti     | DVG       | Retraité                                        |
| mai 2020                                 | avril 2024                       | Michel Carlier       |           | Professeur des écoles retraité Mort en fonction |
| juillet 2024                             | En cours (au 1er septembre 2024) | Jean-François Bouvet |           | Cadre retraité                                  |

## Démographie
L'évolution du nombre d'habitants est connue à travers les recensements de la population effectués dans la commune depuis 1793. Pour les communes de moins de 10 000 habitants, une enquête de recensement portant sur toute la population est réalisée tous les cinq ans, les populations de référence des années intermédiaires étant quant à elles estimées par interpolation ou extrapolation. Pour la commune, le premier recensement exhaustif entrant dans le cadre du nouveau dispositif a été réalisé en 2008.

En 2022, la commune comptait 429 habitants, en évolution de −5,09 % par rapport à 2016 (Aisne : −1,97 %, France hors Mayotte : +2,11 %).
| 1793 | 1800 | 1806 | 1821 | 1831 | 1836 | 1841 | 1846 | 1851 |
| ---- | ---- | ---- | ---- | ---- | ---- | ---- | ---- | ---- |
| 422  | 443  | 411  | 420  | 369  | 425  | 422  | 432  | 411  |

| 1856 | 1861 | 1866 | 1872 | 1876 | 1881 | 1886 | 1891 | 1896 |
| ---- | ---- | ---- | ---- | ---- | ---- | ---- | ---- | ---- |
| 387  | 394  | 394  | 331  | 319  | 315  | 326  | 320  | 311  |

| 1901 | 1906 | 1911 | 1921 | 1926 | 1931 | 1936 | 1946 | 1954 |
| ---- | ---- | ---- | ---- | ---- | ---- | ---- | ---- | ---- |
| 309  | 285  | 305  | 240  | 258  | 253  | 259  | 263  | 280  |

| 1962 | 1968 | 1975 | 1982 | 1990 | 1999 | 2006 | 2008 | 2013 |
| ---- | ---- | ---- | ---- | ---- | ---- | ---- | ---- | ---- |
| 312  | 316  | 365  | 467  | 503  | 452  | 469  | 474  | 463  |

| 2018 | 2022 | - | - | - | - | - | - | - |
| ---- | ---- | - | - | - | - | - | - | - |
| 448  | 429  | - | - | - | - | - | - | - |

## Culture locale et patrimoine

### Lieux et monuments
- Église Saint-Rémy.
- Monument aux morts, consttitué d'un obélisque sur socleinauguré le 12 novembre 1922[33].

### Héraldique
| Blason de Gland | Blason  | D'or à la bande de sinople chargée de l'inscription « GLAND » en lettres capitales de sable posées à plomb, accompagnée, en chef, d'une feuille de chêne de sinople posée en bande, nervurée de tenné et englanté d'une pièce du même et, en pointe, d'une grappe de raisin feuillée de sinople, tigée de tenné et posée en bande. Ornements extérieursCroix de guerre 1914-1918 |
| Blason de Gland | Détails | Blason adopté par la municipalité. |

## Pour approfondir